# Джордан, Тина
Ти́на Мари́ Джо́рдан (англ. Tina Marie Jordan; 21 августа 1972, Северный Голливуд, Калифорния, США) — американская фотомодель и актриса.

## Карьера
Была Playmate мужского журнала «Playboy» в марте 2002 года. В 2005 году приняла участия в автомобильных шоу и видеоигре «Street Racing Syndicate», где станцевала три танца. В 2010 году снялась в 13 эпизодах сериала «Пляж тепла: Майами».

## Личная жизнь
Есть дочь Этиана (род. 1999) от предыдущих отношений. С 2001 по 2002 год Тина встречалась с Хью Хефнером.

## Фильмография
| Год  |   | Русское название     | Оригинальное название      | Роль            |
| ---- | - | -------------------- | -------------------------- | --------------- |
| 2002 | ф | Разбитая ложь        | Shattered Lies             | проститутка № 2 |
| 2010 | с | Пляж тепла: Майами   | Beach Heat: Miami          | Лана            |
| 2015 | ф | Лучшая благодарность | The Best Thanksgiving Ever | Дестини         |